# Tre domeniche in una settimana
Tre domeniche in una settimana (Three sundays in a week) è un racconto di Edgar Allan Poe pubblicato per la prima volta sul Saturday Evening Post il 27 novembre del 1841 con il titolo A Succession of Sundays (Una serie di domeniche); il racconto apparve poi il 10 maggio 1845 sul Broadway Journal con il titolo definitivo di Three sundays in a week.

## Trama
Il ventenne Robert vorrebbe sposare la quindicenne Kate, ma suo prozio Rumgudgeon, tutore di lui e padre di lei, non intende dare il consenso alle nozze. Dopo l'ennesima richiesta di Robert affinché venga fissata con precisione la data del matrimonio, il vecchio stabilisce che i due ragazzi potranno sposarsi solo nella "settimana delle tre domeniche". La condizione posta dal prozio Rumgudgeon, apparentemente impossibile da rispettare, tornerà a vantaggio di Robert e Kate grazie alla visita di due viaggiatori, il capitano Pratt e il capitano Smitherton.